# H.I.T
《H.I.T》（韓語：히트）是韓國MBC於2007年3月19日起播放的月火迷你連續劇。講述為了逮捕連續殺人犯而組成的一群刑警們及檢察官之間所發生的各種糾紛，以及他們聯手奮戰捉拿犯罪的驚險過程。
2008年、香港亞洲電視版權購入後改稱為《重案師姐HIT》、於1月27日開始播出。原於星期日第二線劇集播出、因收視欠佳（曾低至2點；1點=64,820名觀眾），故調為星期日第一線劇集時段。後再度收視欠佳、故調為凌晨時段。

## 故事大綱
車秀京（高賢廷 飾）因連續殺人案的嫌犯而失去心愛的人，因為那個傷痛使她十多年來將自己的心封閉起來，不敢再愛，把全部的心思都放在工作上。有一天發生了一件與14年前連續殺人犯行兇手法類似的案件，車秀京懷疑此件與14年前的案子是同一人所為，因此開始努力奔走，調查近期來在各地區所發生的殺人案件......。

## 演員陣容

### 主要人物
- 高賢廷 飾演 車秀京
- 河正宇 飾演 金載允
- 金正民 飾演 金永斗
- 尹智敏 飾演 鄭仁熙

### 其他人物
- 孫賢周 飾演 趙奎元

警察廳男科長，秀京上司。
- 鄭恩宇 飾演 金日柱

HIT組成員，年青斯文靚仔，力求升職，做事講求原則。
- 金正泰 飾演 沈宗金

HIT組成員，做事不依常規，與古惑仔為伴，投機取巧，常貪小便宜。
- 崔日和 飾演 張龍河

HIT組成員，經常飲醉，接近退休仍未升警衛，因此消極失意，以酒麻醉自己。
- 馬東錫 飾演 南成植

HIT組成員，非常大隻，但頭大無腦，能武不能文。
- 嚴孝燮 飾演 白秀正（童年：呂珍九）
- 李燦英 飾演 裴道健
- 趙卿煥 飾演 鄭道萬
- 李英河 飾演 鄭澤元
- 宋閔亨 飾演 姜昌善
- 趙達煥 飾演 韓刑警
- 金誠謙 飾演 崔班長
- 池相烈 飾演 容畢
- 鄭斗洪 飾演 水牛
- 金秉世 飾演 查理朴
- 尹周熙 飾演 護士
- 尹瑞賢 飾演 萬秀
- 吳漣序 飾演 孫成玉
- 徐玄振 飾演 張熙珍

## 外部連結
- 韓國MBC （页面存档备份，存于）
- 臺灣GTV（繁體中文）

| MBC 月火劇                            | MBC 月火劇                                   | MBC 月火劇 |
| ------------------------------------- | -------------------------------------------- | ---------- |
|                                       | H.I.T （2007年3月19日 - 2007年5月22日）      |            |
| 朱蒙 （2006年5月15日 - 2007年3月6日） | 新賢母良妻 （2007年5月28日 - 2007年6月26日） |            |

| 臺灣 八大戲劇台 星期一至五 14:00 - 15:00 | 臺灣 八大戲劇台 星期一至五 14:00 - 15:00    | 臺灣 八大戲劇台 星期一至五 14:00 - 15:00 |
| ---------------------------------------- | ------------------------------------------- | ---------------------------------------- |
|                                          | HIT重案組 （2011年4月11日 - 2011年5月23日） |                                          |
| 玫瑰色人生 （？ - 2011年4月8日）         | 空中情緣 （2011年5月24日 - 2011年6月23日）  |                                          |